# Classifica dei marcatori del campionato inglese di calcio
Questo articolo elenca i migliori marcatori della massima serie calcistica inglese sin dal suo inizio nel 1888.

## Classifica generale
Questa tabella mostra la classifica dei migliori marcatori nella storia del campionato inglese. Cumula le stagioni della Football League dal 1888 al 1992 e da allora la Premier League.
I giocatori che attualmente giocano nella Premier League sono elencati in grassetto.
Elenco aggiornato al 23 febbraio 2025.
| Pos. | Naz.                        | Nome              | Reti | Pres. | Media | Anni      | Reti per squadra |
| ---- | --------------------------- | ----------------- | ---- | ----- | ----- | --------- | --- |
| 1    | Inghilterra (bandiera)      | Jimmy Greaves     | 357  | 516   | 0,69  | 1957-1971 | 124 Chelsea, 220 Tottenham, 13 West Ham Utd                                                                                   |
| 2    | Inghilterra (bandiera)      | Steve Bloomer     | 317  | 536   | 0,59  | 1892-1914 | 256 Derby County, 61 Middlesbrough                                                                                            |
| 3    | Inghilterra (bandiera)      | Dixie Dean        | 310  | 362   | 0,86  | 1925-1937 | 310 Everton |
| 4    | Inghilterra (bandiera)      | Gordon Hodgson    | 287  | 456   | 0,63  | 1926-1939 | 232 Liverpool, 4 Aston Villa, 51 Leeds Utd                                                                                    |
| 5    | Inghilterra (bandiera)      | Alan Shearer      | 283  | 559   | 0,51  | 1988-2006 | 23 Southampton, 112 Blackburn, 148 Newcastle Utd                                                                              |
| 6    | Inghilterra (bandiera)      | Charlie Buchan    | 258  | 482   | 0,54  | 1911-1928 | 209 Sunderland, 49 Arsenal |
| 7    | Inghilterra (bandiera)      | David Jack        | 257  | 476   | 0,54  | 1921-1934 | 144 Bolton, 113 Arsenal |
| 8    | Inghilterra (bandiera)      | Nat Lofthouse     | 255  | 452   | 0,56  | 1946-1960 | 255 Bolton |
| 9    | Inghilterra (bandiera)      | Joe Bradford      | 248  | 410   | 0,60  | 1921-1935 | 248 Birmingham City |
| 10   | Scozia (bandiera)           | Hughie Gallacher  | 246  | 355   | 0,72  | 1925-1938 | 133 Newcastle Utd, 72 Chelsea, 38 Derby County, 3 Grimsby Town                                                                |
| 11   | Inghilterra (bandiera)      | Joe Smith         | 243  | 410   | 0,59  | 1909-1927 | 243 Bolton |
| 12   | Inghilterra (bandiera)      | George Brown      | 240  | 366   | 0,66  | 1921-1936 | 142 Huddersfield Town, 79 Aston Villa, 19 Leeds Utd                                                                           |
| 13   | Inghilterra (bandiera)      | George Camsell    | 233  | 337   | 0,69  | 1927-1939 | 233 Middlesbrough |
| 14   | Galles (bandiera)           | Ian Rush          | 232  | 515   | 0,45  | 1980-1998 | 229 Liverpool, 3 Leeds Utd |
| 15   | Scozia (bandiera)           | David Herd        | 222  | 404   | 0,55  | 1955-1970 | 97 Arsenal, 114 Manchester Utd, 11 Stoke City                                                                                 |
| 16   | Inghilterra (bandiera)      | Harry Hampton     | 219  | 357   | 0,61  | 1904-1922 | 215 Aston Villa, 4 Birmingham City                                                                                            |
| 17   | Inghilterra (bandiera)      | Billy Walker      | 214  | 478   | 0,45  | 1920-1933 | 214 Aston Villa |
| 17   | Inghilterra (bandiera)      | Tony Cottee       | 214  | 550   | 0,39  | 1983-2000 | 115 West Ham Utd, 72 Everton, 27 Leicester City                                                                               |
| 19   | Inghilterra (bandiera)      | Harry Kane        | 213  | 320   | 0,66  | 2012-2023 | 213 Tottenham |
| 20   | Scozia (bandiera)           | Dave Halliday     | 211  | 257   | 0,82  | 1925-1933 | 156 Sunderland, 8 Arsenal, 47 Manchester City                                                                                 |
| 21   | Inghilterra (bandiera)      | Geoff Hurst       | 210  | 519   | 0,40  | 1960-1975 | 180 West Ham Utd, 30 Stoke City                                                                                               |
| 22   | Inghilterra (bandiera)      | Ronnie Allen      | 208  | 415   | 0,50  | 1950-1961 | 208 West Bromwich |
| 22   | Inghilterra (bandiera)      | Wayne Rooney      | 208  | 491   | 0,42  | 2002-2018 | 25 Everton, 183 Manchester Utd                                                                                                |
| 24   | Inghilterra (bandiera)      | Bobby Gurney      | 205  | 348   | 0,49  | 1926-1939 | 205 Sunderland |
| 25   | Inghilterra (bandiera)      | Vic Watson        | 203  | 295   | 0,69  | 1923-1932 | 203 West Ham Utd |
| 25   | Inghilterra (bandiera)      | Arthur Chandler   | 203  | 309   | 0,66  | 1925-1935 | 203 Leicester City |
| 27   | Inghilterra (bandiera)      | Harry Johnson     | 201  | 313   | 0,64  | 1919-1930 | 201 Sheffield Utd |
| 27   | Scozia (bandiera)           | Denis Law         | 201  | 377   | 0,53  | 1960-1974 | 30 Manchester City, 171 Manchester Utd                                                                                        |
| 29   | Inghilterra (bandiera)      | Bobby Smith       | 199  | 345   | 0,58  | 1950-1964 | 23 Chelsea, 176 Tottenham |
| 29   | Scozia (bandiera)           | Andrew Wilson     | 199  | 501   | 0,40  | 1900-1920 | 199 Sheffield Weds |
| 29   | Inghilterra (bandiera)      | Bobby Charlton    | 199  | 606   | 0,33  | 1956-1973 | 199 Manchester Utd |
| 32   | Inghilterra (bandiera)      | George Elliott    | 198  | 327   | 0,61  | 1909-1924 | 198 Middlesbrough |
| 33   | Inghilterra (bandiera)      | Stan Mortensen    | 197  | 317   | 0,62  | 1946-1955 | 197 Blackpool |
| 34   | Inghilterra (bandiera)      | Ray Charnley      | 193  | 363   | 0,53  | 1957-1967 | 193 Blackpool |
| 35   | Inghilterra (bandiera)      | Peter Harris      | 192  | 468   | 0,41  | 1946-1959 | 192 Portsmouth |
| 36   | Inghilterra (bandiera)      | Dennis Viollet    | 190  | 389   | 0,49  | 1953-1967 | 159 Manchester Utd, 31 Stoke City                                                                                             |
| 37   | Inghilterra (bandiera)      | Tommy Thompson    | 188  | 354   | 0,53  | 1948-1961 | 4 Newcastle Utd, 67 Aston Villa, 117 Preston N.E.                                                                             |
| 38   | Inghilterra (bandiera)      | Andy Cole         | 187  | 415   | 0,45  | 1990-2008 | 43 Newcastle Utd, 93 Manchester Utd, 27 Blackburn, 12 Fulham, 9 Manchester City, 3 Portsmouth                                 |
| 39   | Inghilterra (bandiera)      | Jack Bowers       | 186  | 255   | 0,73  | 1929-1939 | 167 Derby County, 19 Leicester City                                                                                           |
| 40   | Argentina (bandiera)        | Sergio Agüero     | 184  | 275   | 0,67  | 2011-2021 | 184 Manchester City |
| 41   | Egitto (bandiera)           | Mohamed Salah     | 182  | 290   | 0,62  | 2014-     | 2 Chelsea, 180 Liverpool |
| 42   | Inghilterra (bandiera)      | Teddy Sheringham  | 179  | 521   | 0,35  | 1988-2006 | 20 Millwall, 14 Nottingham Forest, 97 Tottenham, 31 Manchester Utd, 9 Portsmouth, 8 West Ham Utd                              |
| 42   | Inghilterra (bandiera)      | Tony Brown        | 179  | 459   | 0,39  | 1963-1980 | 179 West Bromwich |
| 44   | Inghilterra (bandiera)      | Ginger Richardson | 178  | 269   | 0,66  | 1931-1938 | 177 West Bromwich |
| 45   | Inghilterra (bandiera)      | Lee Chapman       | 177  | 508   | 0,35  | 1979-1999 | 34 Stoke City, 4 Arsenal, 3 Sunderland, 63 Sheffield Weds, 15 Nottingham Forest, 50 Leeds Utd, 7 West Ham Utd, 1 Ipswich Town |
| 45   | Inghilterra (bandiera)      | Frank Lampard     | 177  | 609   | 0,29  | 1996-2015 | 24 West Ham Utd, 147 Chelsea, 6 Manchester City                                                                               |
| 47   | Irlanda del Nord (bandiera) | Derek Dougan      | 175  | 458   | 0,38  | 1957-1975 | 9 Portsmouth, 26 Blackburn, 19 Aston Villa, 35 Leicester City, 87 Wolverhampton                                               |
| 47   | Francia (bandiera)          | Thierry Henry     | 175  | 258   | 0,68  | 1999-2012 | 175 Arsenal |
| 47   | Inghilterra (bandiera)      | Billy Hibbert     | 175  | 387   | 0,45  | 1906-1922 | 99 Bury, 46 Newcastle Utd, 26 Bradford City, 4 Oldham Athletic                                                                |
| 50   | Inghilterra (bandiera)      | Jack Rowley       | 173  | 355   | 0,49  | 1938-1955 | 173 Manchester Utd |
| 50   | Inghilterra (bandiera)      | Peter Dobing      | 173  | 509   | 0,34  | 1958-1973 | 60 Blackburn, 31 Manchester City, 82 Stoke City                                                                               |